# Цыхманов
Цыхманов — хутор в Яковлевском районе Белгородской области России.
Входит в состав городского поселения посёлок Томаровка.

## География
Расположен западнее хутора Федоренков. Южнее хутора протекает река Везёлка и находится лесной массив.
Через Цыхманов проходит просёлочная дорога.

## Население
| 2002 | 2010 |
| ---- | ---- |
| 11   | →11  |